# Мельники (Шацкая поселковая община)
Мельники (укр. Мельники) — село в Шацкой поселковой общине Ковельского района Волынской области Украины.
До 2020 года входило в Шацкий район.
Код КОАТУУ — 0725755103. Население по переписи 2001 года составляет 1192 человека. Почтовый индекс — 44008. Телефонный код — 3355. Занимает площадь 1,806 км².
Располагается в окружении озёр: Перемут, Песочно, Крымно, Плотичье, Озерце, Карасинец, Соменец.